# 33-й армейский корпус (Российская империя)
33-й армейский корпус — общевойсковое соединение (армейский корпус) Русской императорской армии. Образован 3 апреля 1915 года, находился в составе 9-й армии.
Расформирован в январе 1918 года.

## Боевые действия
Корпус - активный участник Заднестровской операции 26 апреля - 2 мая 1915 г. В конце апреля 1915 года 9-я армия получила задачу форсировать Днестр с целью оттянуть на себя часть сил германской армии, участвовавших в Горлицком прорыве. В операции участвовали 1-я и 2-я Заамурские пехотные дивизии из состава корпуса, а также приданные сводный кавалерийский корпус и 1-я и 2-я Заамурские конные дивизии. Корпус нанёс удар в направлении Городенки. 1-я и 2-я Заамурские пехотные дивизии,  начали форсирование реки у г. Хмелёв утром 27 апреля (10 мая). Противник был захвачен врасплох. В образовавшийся прорыв направился сводный кавалерийский корпус с заамурскими конными полками.
Действовал в декабрьской операции 1915 г. на Стрыпе.
Корпус участвовал в Брусиловском прорыве. 2-я Заамурская пехотная дивизия (вместе с 3-й Заамурской пехотной дивизией из 41-го армейского корпуса) 28 мая (10 июня) отбросили противника с закреплённых позиций у г. Окна. Далее 33-й и 41-й корпуса преследовали австрийцев на г. Заставна.
25 июля (7 августа) корпус участвовал в сражении под Станиславовым, где нанёс главный удар по группе Кревеля, захватив к вечеру г. Тлумач.

## Командиры
- 03.04.1915-14.09.1915 — генерал-лейтенант Добротин, Сергей Фёдорович
- 23.09.1915-08.06.1917 — генерал-лейтенант (с 15.01.1917 генерал от инфантерии) Крылов, Константин Александрович
- 19.06.1917-07.10.1917 — генерал-лейтенант Самойлов, Михаил Константинович
- ?-? — генерал-майор Зайченко, Захарий Иванович, временно командовал корпусом
- 10.06.1917 - 1918 - генерал-майор — Гордеев, Александр Дмитриевич

### штаба
- После Октябрьской революции, в декабре 1917 года Геккер, Анатолий Ильич избран Солдатским съездом начальником штаба 33-го корпуса